# ورگه‌سران
ورگه‌سران روستایی است که در استان اردبیل، شهرستان سرعین، بخش مرکزی، دهستان آب‌گرم قرار دارد.
روستای ورگه سران از سمت سرعین نزدیک‌ترین روستا به قله ساوالان می‌باشد؛ و همین موضوع باعث شده است تا این روستا به یکی از مناطقی تبدیل شود که کمتر توسط گردشگران تخریب شود و به همان صورت بکر بودن بماند. 
- ۱ - پل معلق سه طبقه ورگه سران
- ۲ - آبشار ورگه سران.

## جمعیت
بر اساس سرشماری سال ۱۳۸۵ جمعیت این روستا۷۶۰ نفر با ۲۵۰ خانوار بوده‌است.